# Saint-Sébastien – Froissart (Paris metro)
Saint-Sébastien – Froissart är en tunnelbanestation i Paris metro för linje 8 i 3:e och 11:e arrondissementet. Stationen öppnades 1931 och är belägen under Boulevard Beaumarchais, i nivå med Rue Saint-Sébastien och Rue du Pont-aux-Choux. Stationen är uppkallad efter den helige martyren Sebastian och diktaren Jean Froissart.

## Stationens utseende
| Sidoperrong |                      |
|             | ← Filles du Calvaire |
|             | Chemin Vert →        |
| Sidoperrong |                      |

## Omgivningar
- Jardin Arnaud Beltrame
- Allée Arnaud Beltrame
- Saint-Denys-du-Saint-Sacrement
- Place des Vosges
- Musée Picasso

## Bilder
| - Tunnelbanestationen Saint-Sébastien – Froissart. - Saint-Denys-du-Saint-Sacrement. - Place des Vosges. |